# Mothocya bermudensis
Mothocya bermudensis är en kräftdjursart som beskrevs av Bruce1986. Mothocya bermudensis ingår i släktet Mothocya och familjen Cymothoidae. Inga underarter finns listade i Catalogue of Life.